# إبراهيما كوني (لاعب كرة قدم)
إبراهيما كوني (بالفرنسية: Ibrahima Koné) هو لاعب كرة قدم مالي في مركز الهجوم، ولد في 16 يونيو 1999 في باماكو في مالي. لعب مع أضنة دمير سبور ونادي ساربسبورغ 08 ونادي هاوغسوند.

## وصلات خارجية
- إبراهيما كوني (لاعب كرة قدم) على موقع اتحاد النرويج (النرويجية)
- إبراهيما كوني (لاعب كرة قدم) على موقع اتحاد تركيا (لاعب) (الإنجليزية)
- إبراهيما كوني (لاعب كرة قدم) على موقع قاعدة بيانات كرة القدم.إي يو (الإنجليزية)
- إبراهيما كوني (لاعب كرة قدم) على موقع ليكيب (الفرنسية)
- إبراهيما كوني (لاعب كرة قدم) على موقع ناشيونال فوتبول تيمز (الإنجليزية)
- إبراهيما كوني (لاعب كرة قدم) على موقع Soccerbase.com (لاعب) (الإنجليزية)
- إبراهيما كوني (لاعب كرة قدم) على موقع Soccerway.com (الإنجليزية)